# Korea Open 2024 - Doppio
Il doppio femminile del torneo di tennis professionistico Korea Open 2024, facente parte della categoria WTA 500 nell'ambito del WTA Tour 2024, si gioca dal 16 al 22 settembre 2024 a Seul, nella Corea del Sud.
In finale Nicole Melichar-Martinez e Ljudmila Samsonova hanno sconfitto Miyu Katō e Zhang Shuai con il punteggio di 6-1, 6-0. É il quindicesimo titolo in carriera per Melichar-Martinez e il secondo per Samsonova, ed è il primo insieme in coppia.
Marie Bouzková e Bethanie Mattek-Sands erano le campionesse in carica, ma Bouzková ha scelto di non prendere parte a questa edizione del torneo. Mattek-Sands ha fatto coppia con Heather Watson, ma sono state sconfitte nel primo turno da Shūko Aoyama e Eri Hozumi.

## Teste di serie
1. Chan Hao-ching /  Veronika Kudermetova (semifinale, ritirate)
2. Giuliana Olmos /  Aleksandra Panova (quarti di finale)

1. Miyu Katō /  Zhang Shuai (finale)
2. Bethanie Mattek-Sands /  Heather Watson (primo turno)

## Wildcard
1. Kim Da-bin /  Kim Na-ri (primo turno)

## Alternate
1. Varvara Lepchenko /  Natalija Stevanović (primo turno)

## Tabellone

### Legenda
| - Q = Qualificato - WC = Wild card - LL = Lucky loser | - ALT = Alternate - SE = Special Exempt - PR = Protected Ranking | - w/o = Walkover - r = Ritirato - d = Squalificato |

|  | Primo turno | Primo turno                     | Primo turno                     | Primo turno | Primo turno |  |  | Quarti di finale | Quarti di finale                | Quarti di finale    | Quarti di finale                | Quarti di finale                |                |     | Semifinali | Semifinali             | Semifinali             | Semifinali                                  | Semifinali                                  |   |   | Finale | Finale | Finale | Finale | Finale |  |
|  |             |                                 |                                 |             |             |  |  |                  |                                 |                     |                                 |                                 |                |     |            |                        |                        |                                             |                                             |   |   |        |        |        |        |        |  |
|  | 1           | H-c Chan V Kudermetova          | H-c Chan V Kudermetova          | 6           | 6           |  |  |                  |                                 |                     |                                 |                                 |                |     |            |                        |                        |                                             |                                             |   |   |        |        |        |        |        |  |
|  |             | T Mihalíková O Nicholls         | T Mihalíková O Nicholls         | 4           | 2           |  |  | 1                | H-c Chan V Kudermetova          | 5                   | 6                               | [12]                            |                |     |            |                        |                        |                                             |                                             |   |   |        |        |        |        |        |  |
|  |             | M Ninomiya V Tomova             | 4                               | 6           | [13]        |  |  |                  | M Ninomiya V Tomova             | 7                   | 3                               | [10]                            |                |     |            |                        |                        |                                             |                                             |   |   |        |        |        |        |        |  |
|  | Alt         | V Lepchenko N Stevanović        | 6                               | 4           | [11]        |  |  |                  |                                 |                     |                                 |                                 |                |     | 1          | H-c Chan V Kudermetova | H-c Chan V Kudermetova | H-c Chan V Kudermetova                      |                                             |   |   |        |        |        |        |        |  |
|  | 3           | M Katō S Zhang                  | 1                               | 6           | [10]        |  |  |                  |                                 | 3                   | M Katō S Zhang                  | M Katō S Zhang                  | M Katō S Zhang | w/o |            |                        |                        |                                             |                                             |   |   |        |        |        |        |        |  |
|  |             | U Eikeri A Rus                  | 6                               | 3           | [6]         |  |  | 3                | M Katō S Zhang                  | M Katō S Zhang      | 6                               | 6                               |                |     |            |                        |                        |                                             |                                             |   |   |        |        |        |        |        |  |
|  |             | J Putinceva A Tomljanović       | J Putinceva A Tomljanović       | 4           | 2           |  |  |                  | S-j Jang S Stephens             | S-j Jang S Stephens | 4                               | 4                               |                |     |            |                        |                        |                                             |                                             |   |   |        |        |        |        |        |  |
|  |             | S-j Jang S Stephens             | S-j Jang S Stephens             | 6           | 6           |  |  |                  |                                 |                     |                                 |                                 |                |     | 3          | Miyu Katō Zhang Shuai  | Miyu Katō Zhang Shuai  | 1                                           | 0                                           |   |   |        |        |        |        |        |  |
|  |             | X Jiang F-h Wu                  | X Jiang F-h Wu                  | 6           | 6           |  |  |                  |                                 |                     |                                 |                                 |                |     |            |                        |                        | Nicole Melichar-Martinez Ljudmila Samsonova | Nicole Melichar-Martinez Ljudmila Samsonova | 6 | 6 |        |        |        |        |        |  |
|  |             | N Hibino P Hon                  | N Hibino P Hon                  | 1           | 2           |  |  |                  | X Jiang F-h Wu                  | 6                   | 3                               | [10]                            |                |     |            |                        |                        |                                             |                                             |   |   |        |        |        |        |        |  |
|  |             | S Aoyama E Hozumi               | 6                               | 4           | [10]        |  |  |                  | S Aoyama E Hozumi               | 3                   | 6                               | [6]                             |                |     |            |                        |                        |                                             |                                             |   |   |        |        |        |        |        |  |
|  | 4           | B Mattek-Sands H Watson         | 0                               | 6           | [4]         |  |  |                  |                                 |                     |                                 |                                 |                |     |            | X Jiang F-h Wu         | X Jiang F-h Wu         | 3                                           | 4                                           |   |   |        |        |        |        |        |  |
|  |             | N Melichar-Martinez L Samsonova | N Melichar-Martinez L Samsonova | 7           | 6           |  |  |                  |                                 |                     | N Melichar-Martinez L Samsonova | N Melichar-Martinez L Samsonova | 6              | 6   |            |                        |                        |                                             |                                             |   |   |        |        |        |        |        |  |
|  | WC          | D-b Kim N-r Kim                 | D-b Kim N-r Kim                 | 5           | 4           |  |  |                  | N Melichar-Martinez L Samsonova | 6                   | 5                               | [10]                            |                |     |            |                        |                        |                                             |                                             |   |   |        |        |        |        |        |  |
|  |             | E Aleksandrova J Sizikova       | E Aleksandrova J Sizikova       | 63          | 2           |  |  | 2                | G Olmos A Panova                | 4                   | 7                               | [2]                             |                |     |            |                        |                        |                                             |                                             |   |   |        |        |        |        |        |  |
|  | 2           | G Olmos A Panova                | G Olmos A Panova                | 7           | 6           |  |  |                  |                                 |                     |                                 |                                 |                |     |            |                        |                        |                                             |                                             |   |   |        |        |        |        |        |  |